# Nekoč pred davnimi časi
Nekoč pred davnimi časi  (izvirno Once Upon a Time) je ameriška fantazijska serija avtorjev Edwarda Kitsisa in Adama Horowitza, ki jo snemajo v studiu ABC za televizijsko postajo ABC.Serija. Zgodba govori o Emmi Swan, ki jo na njen 28. rojstni dan obišče desetletni sin Henry, ki ga je po rojstvu oddala v posvojitev. Ta jo odpelje v Storybrook, Maine, kjer so, kot sam pravi, vsi ljudje, ki tam živijo, nekoč bili liki iz otroških pravljic, česar se pa ne spomnijo več. V ZDA so to serijo pričeli predvajati 23. 10. 2011 na programu ABC.
Obstaja tudi Spin-off serija Nekoč pred davnimi časi v Čudežni deželi.

## Vsebina

### Prva sezona
Na poročni dan Sneguljčice in princa  v poročno ceremonijo vpade zlobna kraljica in napove, da bo izrekla urok. Čez nekaj časa je zdaj že noseča Sneguljčica zaskrbljena zaradi uroka in zato obišče Špicparkeljca v njegovi ječi. Ta napove, da jih bo urok zlobne kraljice (ki ga je za njo ustvaril) vse ponesel v strašen kraj, kjer ni več srečnih koncev in čarovnije. Napove pa tudi, da se bo njena zdaj še  nerojena hčerka Emma na svoj  28. rojstni dan vrnila in jih vse rešila. Na predlog modre vile izdelata Pepe in Ostržek iz čarobnega lesa omaro, ki bi naj eno osebo varovala pred urokom zlobne kraljice. Princ bi omaro rad  uporabil za Sneguljčico in nerojenega otroka, ampak Emma se rodi tik preden je omara narejena. Natanko tega dne zlobna kraljica sproži urok, tako da princ položi svojo hčer v omaro, nakar ga stražniki zlobne kraljice hudo ranijo. Ko stražniki odprejo omaro, je Emma že izginila.
V današnjem Bostonu živi Emma samotno življenje, dela kot izterjevalka dolgov. Na njen 28. rojstni dan jo obišče fantek Henry in se ji predstavi kot njen sin, ki ga je Emma kot dojenčka oddala v posvojitev. Nepripravljena, da bi z njim vzpostavila odnos, ga odpelje nazaj v njegovo hišo v Storybrook, Maine. Na poti ji Henry pokaže veliko knjigo pravljic, pri čemer vztraja, da so vse pravljice v njej resnične. Knjigo mu je dala njegova učiteljica. Ko prispeta v Storybrook, jo Henry seznani s tem, da so vsi prebivalci mesta pravljični liki, ki pa se zaradi uroka ničesar ne spominjajo. Poleg tega trdi, da se je čas ustavil in prebivalci ne morejo zapustiti mesta, ampak urok bo prelomljen, saj je Emma hčerka Sneguljčice in princa.
Emma je še vedno v dvomih, zato odpelje Henryja k njegovi posvojiteljici, županji mesta; ta pa je v resnici zlobna kraljica. Potem ko Henry ponovno zbeži od doma, ga  Emma najde in se odloči, da bo ostala vsaj  en teden v Storybrooku. Zaradi tega se urin kazalec v mestnem stolpu prvič začne premikat.
V nadaljevanju sezone izvemo vedno več o preteklosti posameznih oseb. Posebej pomemben je Špicparkeljc ali gospod Gold. Špicparkeljc je urok, ki ga je dal Zlobni kraljici, obdelal z eliksirjem prave ljubezni, zaradi česar se lahko kot edini vsega spomni. Ko Henry na koncu sezone leži mrtev v bolnišnici, ga Emma poljubi na čelo in s tem prelomi urok. Vsem se sicer vrne spomin na pravljični svet, ampak še vedno ostanejo v realnem svetu. Zadnji del v prvi sezoni se konča s tem, da Špicparkeljc pripelje čarovnijo v Storybrook, da bi tako spet dobil čarobne sposobnosti.

### Druga sezona
Na začetku druge sezone Gospod Gold pripelje čarovnijo nazaj v Storybrooke, v začarenem gozdu pa princ Filip in Mulan obudita princeso Auroro. Kmalu Gold iz maščevanja pošlje nad Regino zlega duha, a namesto da bi ubil Regino duh pošlje Emmo in Sneguljčico nazaj v Začarani gozd. Tam se skupaj z Auroro in Mulan premagata Coro, Reginino zlo mati in kapitana Kljuko, ki počasi prihaja na Emmino stran. V drugem delo druge sezone izvemo, da je Baelfire Henryjev oče, Storybrooke pa napadeta Greg in Tamara, ki nevede delata za Petra Pana. Na koncu sezone se Emma, Kljuka, Sneg, David, Regina in Gold odpravijo v deželo Nije reševat Henryja.

### Tretja sezona
Tretja sezona se začne v deželi Nije, kjer se vsi odpravljajo na reševanje Henryja in na poti velikokrat srečajo izgubljene dečke, panove pripadnike, ki jih vodi Felix. Pan pa pripravlja Henryja v to da mu da njegovo srce. Kmalu se junakom pridruži tudi Neal s pomočjo Aurore, Filipa, Mulan in Robin Hooda. Na koncu prve polovice Pan izreče urok a se gospod Gold žrtvuje in ubije svojega očeta Petra Pana. Kljub temu pa je bil urok že izrečen in Regina zato vse pošlje nazaj v Začarani gozd toda Henry in Emma morata ostati z lažnimi spomini. V drugi polovici Neal in Bella obudita Špicparkeljca, a za ceno Nealovrga življenja. Špicparkeljca medtem ujame Zelena, zlobna čarovnica z zahoda, ki probava uničiti Reginino srečo a pri tem spodleti, na koncu jo gospod Gold ubije Emma in Kljuka pa potujeta nazaj v čas. K sreči se vse dobro izide in nič se ni spremenilo.

### Četrta sezona
V četrti sezoni spoznamo Anno, Elzo in Krištofa iz ledenega kraljestva, ki se borujejo proti snežni kraljici Ingrid, ki je bila nekaj časa Emmina mačeha. Ingrid na polovici sezone žrtvuje samo sebe za to da reši druge, Anna in Elza pa se vrneta v Arendelle. Bella izžene gospoda Golda iz mesta, zaradi njegovega zlobnega načrta. Gold v New Yorku poišče Ursulo, morsko čarovnico in Cruello De Vil, skupaj se odpravijo nazaj v Storybrooke, kjer obudijo Zlohotnico, zlobno čarovnico iz Začarenega gozda poleg tega pa Regina in Henry iščeta avtorja. Kmalu tudi Gold začne iskati avtorja s pomočjo Zlohotnice, Cruelle De Vil in Ursule, slednja izda Golda in prestopi na dobro stran, Henry pa najde avtorja, ki prestopi na Goldovo stran, V New Yorku pa izvemo, da je bila Marian ves čas Zelena.
- sezona 1
- sezona 2
- sezona 3
- sezona 4A
- sezona 4B
- sezona 5
- sezona 6

## Osebe

### Sneguljčica / Mary Margaret Blanchard
Potem ko je Sneguljčicina mačeha, zlobna kraljica Regina, ubila njenega očeta, kralja Leopolda, se hoče znebiti tudi Sneguljčice. Zlobna kraljica neizmerno sovraži Sneguljčico, saj  ji pripisuje krivdo za smrt svoje velike ljubezni. Regina ukaže lovcu, naj ubije Sneguljčico. Vendar pa se lovec Sneguljčice usmili in jo izpusti. Od takrat naprej živi Sneguljčica v gozdu, kjer sreča tudi princa Jamesa in se vanj  zaljubi. Vendar je James že zaročen z drugo princeso in zdi se, da njuna ljubezen nima nobenih možnosti. Zaradi tega se Sneguljčica obrne na Špicparkeljca, ki ji naredi napitek, da bi pozabila svojo veliko ljubezen. Sneguljčica nazadnje res vzame napitek in pozabi princa Jamesa, ki pa lahko čarobni urok prelomi s poljubom. Kasneje zlobna kraljica zastrupi Sneguljčico z jabolkom, vendar  princ James s poljubom znova prelomi urok. Sneguljčica in princ James se poročita in dobita hčerko Emmo, ki je očitno edina prebivalka pravljičnega gozda, ki jo lahko rešijo pred urokom. 
Mary Margaret, Henryjeva učiteljica, je bolj sramežljiva in zadržana. Emmo vzame k sebi in se z njo spoprijatelji. Mary Margaret častno dela v bolnišnici, kjer spozna pacienta Davida, ki je v komi. Čeprav je poročen, se vanj zaljubi in kasneje začne skrivno razmerje. David zapusti svojo ženo Kathryn, ki namerava oditi iz  mesta, vendar izgine brez sledu. Najprej za njeno izginotje obtožijo Davida. Malo kasneje se najdejo znaki, ki opozarjajo na to, da je storilka Mary Margaret. Vendar ko se Kathryn spet pojavi, se izkaže, da je bila ugrabljena, zato opustijo vse obtožbe proti Mary Margaret. Kasneje Sydney prizna dejanje, čeprav za ugrabitev ni bil odgovoren on, temveč gospod Gold in Regina.

### Emma Swan
Emma, ki so si jo v otroštvu podajali iz enega doma v drugega, je zdaj močna, toda osamljena izterjevalka dolgov. Na njen 28. rojstni dan jo obišče fantek z imenom Henry, ki trdi, da je njen sin, ki ga je pri 18 letih dala v posvojitev, saj ga je rodila v zaporu, nato pa jo je še zapustil njen fant. Henry zvabi Emmo v svoje domače mesto in jo prosi za pomoč pri lomljenju uroka. Od začetka dvomi, ampak zaradi Regine, Henryjeve posvojiteljice, si v Storybrooku najame sobo. Kmalu se preseli k Mary Margaret, s katero se spoprijatelji. Kasneje da odpoved v službi in je imenovana za namestnico šerifa, kjer razvije čustva za Grahama, ki pa kmalu  umre. Po njegovi smrti je izvoljena za šerifa mesta. Dolgo ne verjame v urok in Henryjeve zgodbe, vendar svoje mnenje spremeni, ko Henry poje kos jabolčnega zavitka z zastrupljenim jabolkom, ki je bilo namenjeno njej, in se zgrudi. Nazadnje ji resnično uspe prelomit urok, s tem da mrtvega Henryja poljubi na čelo in mu pove, da ga ljubi.

### Zlobna kraljica / Regina Mills
Regina je odrasla pri svojih starših, pri čemer je bila njena mati, čarovnica Cora, obsedena z željo, da bi Regina prišla do blaginje in bogastva, za kar je bilo Regini na začetku vseeno. V  pravljičnem gozdu sreča mlado Sneguljčico, ki ji je podivjal konj, in jo reši. Zaradi tega kralj Leopold, Sneguljčicin oče, zasnubi Regino. Mama jo prisili, da privoli v poroko, čeprav  je Regina proti. Izkaže se, da je Regina že zaljubljena v nekoga drugega. To po naključju izve Sneguljčica in Regina jo prosi, naj skrivnost obdrži zase. Cora pretenta Sneguljčico, zato ji Sneguljčica pove Reginino skrivnost. Nato Cora Reginino veliko ljubezen ubije, zaradi česar Regina čuti do Sneguljčice globoko sovraštvo. Regina se poroči s kraljem Leopoldom, ki je bil kasneje umorjen zaradi Regininega trika. Regini vedno znova spodleti, da bi se maščevala Sneguljčici in jo ubila. Zato uveljavi urok, ki pa zahteva, da ubije svojega očeta in žrtvuje njegovo srce. Urok vsem prebivalcem čarobnega gozda odvzame čarovnijo in nihče se ne more več spomniti svojega prejšnjega življenja. Izkaže se, da je Regina nekoč pridobila čarobne moči s pomočjo Špicparkeljca in čarobne knjige, ki jo je ukradla svoji materi.
Regina je županja Storybrooka in posvojiteljica Henryja, s katerim se vedno manj razumeta. Poleg Špicparkeljca/gospoda Golda je ona ena izmed redkih ljudi, ki se spominja svojega prejšnjega življenja. Večkrat se spravlja tudi na Emmo in Mary Margaret, prav tako ima afero s šerifom Grahamom. Potem ko Graham razmerje prekini in se spomni svojega življenja kot lovec, ga ubije. Poleg tega vedno znova poskuša Mary Margaret in Emmo spraviti s poti in jim povzroča trpljenje. Zaradi tega z gospodom Goldom poskrbi za izginotje Davidove žene in za to, da vsi znaki obremenijo Mary Margaret kot storilko. Poleg tega poskusi Emmo onesposobiti z zastrupljenim jabolkom, ki  je bilo prvotno mišljeno za Sneguljčico. Toda namesto Emme jabolko v obliki jabolčnega zavitka poje Henry, zaradi česar se je Regina prisiljena povezati z Emmo, da lahko rešita Henryja. 

### Princ James "Očarljivi" / David Nolan
Potem ko je princ James, ki je bil edini sin kralja Georgea, umrl v dvoboju, se izkaže, da je bil le posvojen. Kralj je pred mnogo leti sklenil kupčijo s Špicparkeljcem in od njega dobil otroka, ker z ženo nista imela možnosti imeti otrok. Njegova starša sta bila preprosta kmeta, ki sta dobila dvojčka, od katerih sta enega dala Špicparkeljcu, da bi lahko v zameno obdržala svojo kmetijo. Ker se je kralj George dogovoril s sosednim kraljem Midasom za kupčijo, se obrne znova na Špicparkeljca. George se je z Midasom dogovoril, da njegov sin James ubije zmaja, ki terorizira Midasovo kraljestvo, v zameno pa bo George dobil dovolj zlata, da bo lahko svoje kraljestvo rešil pred propadom. Špicparkeljcu uspe prepričati Jamesovega dvojčka, da stopi na njegovo mesto in s tem ponovno reši kmetijo, ker ima njegova mati še vedno težave z vzdrževanjem kmetije. Nato mu resnično uspe ubiti  zmaja. Midas je nad tem zelo navdušen in mu ponudi svojo hčerko Abigail za ženo. Sprva jo želi James zavrniti, vendar ga kralj George prisili k poroki. Na poti v svoj nov grad srečata Sneguljčico in James se vanjo zaljubi. Zaradi  ljubezni do Sneguljčice odpove poroko, zaradi česar ga kralj George išče in končno tudi ujame. Ko ga hočejo obglaviti, se vmeša zlobna kraljica in princa Jamesa odkupi, da bi ga uporabila za svoje maščevanje Sneguljčici. Na koncu mu s pomočjo lovca le uspe zbežati iz ujetništva, tako da lahko prelomi Sneguljčicin urok in se z njo poroči. Ko se mu rodi hčerka Emma, jo nese v čarobno omaro, ki jo odnese na varno,  medtem pa ga kraljičini stražniki hudo ranijo.
Regina najde Davida, ki je po nesreči hudo ranjen in leži v komi. Zbudi se šele, ko mu Mary Margaret bere iz Henryjeve knjige. Nato prične delati v zavetišču za živali. Žene Kathryn in svojega prejšnjega življenja z njo se ne spominja več. Postopoma pa se mu spomini vračajo  in David se najprej odloči za Kathryn. Vendar pa ne more skriti svojih čustev do Mary Margaret, zaradi česa začneta skrivno razmerje. Nazadnje zaradi Mary Margaret zapusti Kathryn, zato hoče Kathryn zapustiti mesto, a je navidezno umorjena. Sprva je David osumljen umora, potem Mary Margaret. Nato se vse razčisti in Mary Margaret in David se znova najdeta.

### Henry Mills
Henry je Emmin desetletni sin in Reginin posvojenec. Potem ko mu je Mary Margaret podarila knjigo »Once Upon a Time«, v kateri so napisane pravljice, je prepričan, da je vsak prebivalec Storybrooka v resnici pravljični lik. Zato poišče Emmo, saj lahko samo ona prelomi urok. Sčasoma vzpostavita pristen odnos. Potem ko poje zastrupljen jabolčni zavitek, umre. Zaradi Emminega poljuba, kateri velja za »poljub prave ljubezni« je rešen, s tem poljubom je prelomljen tudi Reginin urok.

### Špicparkeljc / Gospod Gold
Špicparkeljc je bil dober človek in oče 14-letnega sina, ki mu je bilo ime Bealfire. Govorijo mu, da je mama zapustila njegovega očeta,  ker ni mogla živeti s strahopetcem, saj je bil vojaški oporečnik in je zbežal iz vojske. Vendar Špicparkeljc trdi, da je njegova mama umrla. Da bi lahko zaščitil svojega sina pred služenjem v vojski, ukrade čarobno, a mračno bodalo, ki mu je dalo moč in čarovnijo. S tem je njegova dobra stran vedno bolj potisnjena v ozadje. Njegov sin se s spremembami pri svojem očetu ne more sprijazniti, zaradi česar vpraša za nasvet modro vilo. Ta mu da čarobni fižol, ki bo odprl portal v svet brez čarovnije. Vendar  Špicparkeljc začne dvomiti in se nikakor noče ločiti od svoje čarovnije, zato v zadnjem trenutku prelomi obljubo in ostane v pravljičnem gozdu. Njegov sin pa medtem sam odide v drugi svet. Kasneje se Špicparkeljc zaljubi v Bello, vendar se zaradi nesporazuma in spletk zlobne kraljice razideta. Zlobna kraljica se mu pozneje zlaže, da je Bella umrla. Nato hoče ustvariti urok, s katerim bi lahko našel svojega sina.
Gospod Gold vodi zastavljalnico in je bogat prebivalec Stoorybrooka, zaradi česar mu tudi pripada večji del mesta. Gospoda Golda se v mestu vsak boji in poleg Regine, je on eden izmed redkih prebivalcev Stoorybrooka, ki se spominja svojega prejšnjega življenja. Da ima spomin na prejšnje življenje, je možno samo, ker je urok, ki ga je Regina uporabila ustvaril tako, da ga samo Emma lahko prelomi in da njemu ostanejo spomini. Nadaljnjo kuje svoje spletke v celem mestu, zaradi česar mu Emma dolguje uslugo. Poleg tega pomaga Emmi, da jo prebivalci izberejo kot šerifa. Gospod Gold je tudi glavni storilec pri Kathrynini ugrabitvi, vendar je ni hotel umoriti, kakor je želela Regina, ki mu je to ukazala. Razen tega se tudi izkaže, da gospod Gold ves čas želi, da Emma prelomi urok. Potem ko je Bella rešena in pride k njemu, se odpravita na pot do vodnjaka, o katerem se govori, da ima čarobne moči. Gospod Gold vrže v vodnjak napitek resnične ljubezni, ki ga je naredil iz las Sneguljčice in princa Jamesa in s tem vrne čarovnijo v realni svet.

### Čriček / Dr. Archibald "Archie" Hopper
Čriček že od svojega otroštva pomaga staršem v njihovem lutkovnem gledališču, ampak s tem življenjskim načinom ni zadovoljen, saj so njegovi starši tatovi in goljufi. V svoji stiski se je obrnil na Špicparkeljca, ki mu da napitek, katerega učinek pa ne izda. Njegova starša sta ponovno hotela ogoljufati mlad par, s tem, da sta jima prodala napoj, ki naj bi pomagal proti kugi in drugim boleznim. Čriček je vedel, da je napoj neučinkovita deževnica in je imel dovolj goljufij svojih staršev. Napoj, ki ga je dobil od Špicparkeljca je hotel uporabiti na svojih straših. Njegov oče pa je pred tem naskrivaj zamenjal steklenice in tako je mlad par spil napoj Špicparkeljca. Zaradi njega sta se spremenila v lutke. Kmalu zatem se je vrnil sin tega para »Pepe« in hudo obtoževal Črička. Ta je popolnoma na dnu in si želi, da se to nikoli nebi zgodilo. Pojavi se modra vila in mu pove, da mu te želje ne more izpolniti, lahko pa mu katero drugo. Fantek si zaželi, da ga spremeni v črička in ona to stori. Od takrat naprej je v obliki Črička zvest Pepejev prijatelj.
Archie je med drugim Henryjev terapevt, ki je sprva pod vplivom Regine, ampak je kmalu začne verjeti v  Henryjevo zgodbo.

### Lovec / Šerif Graham
Njegovi starši so lovca zavrgli v gozdu, kjer so ga volkovi posvojili in vzgajali, tako da volkove zelo ceni in spoštuje. Potem ko z zlobno kraljico sklene posel, se odpravi na pot, da bo ubil Sneguljčico. Vendar lovec nima srca, da bi jo ubil, zato se je usmili in jo izpusti. Kasneje poda zlobni kraljici srce divje živali, kar kraljica opazi. Iz jeze mu nato iztrga srce iz prsi in ga shrani, tako da lovec postane njena lutka in igrača.
Graham je šerif Stoorybrooka, ki se kljub temu, da ima skrivno razmerje z Regino, dobro razume z Emmo. Ko Emma odkrije, da ima Graham z Regino razmerje, jo Graham poljubi in se mu delno vračajo spomini svojega življenja kot lovec. Ko spozna, da goji čustva do Emme in ne do Regine, konča razmerje z Regino. Ko drugič poljubi Emmo se mu vrnejo vsi spomini in se Emmi za to zahvali, nato umre zaradi Regine, ki od jeze v svoji roki uniči njegovo srce.

### Ostržek / August Wayne Booth
Ostržka je Pepe izdelal iz lesa čarobnega drevesa. Po nesreči s čolnom  Ostržek umre, vendar ga reši modra vila in ga spremeni v človeka. Ostržku pove, da bo ostal človek iz mesa in krvi tako dolgo, dokler bo pogumen, iskren in nesebičen. Ko Pepe izve za urok, izdela iz lesa zadnjega čarobnega drevesa omaro za Sneguljčičinega otroka, ki bi ga naj varovala pred urokom. V omari je prostora za dve osebi, prvotno je bilo mišljeno, da bi ti dve mesti zasedla noseča Sneguljčica in princ. Pepe pa vztraja, da bo drugo mesto zasedel Ostržek, in bo s tem  varen pred urokom. Ker je Emma rojena predčasno, prvotni načrt zavržejo in Emma je potuje sama. Zato oče Ostržku naroči, naj varuje Emmo. Kmalu po prihodu v realni svet Ostržek zapusti Emmo, saj se ne čuti sposobnega, skrbeti za dojenčka.
August je, za Emmo, drugi tujec, ki je kdajkoli prišel v Storybrook. Trdi, da je pisatelj in poskuša Emmo z vsem mogočim  prepričati, da bi verjela v urok. Kasneje odtuji Henryjevo knjigo pravljic in ji na skrivaj doda nekaj strani. Vendar mu ne uspe prepričat Emmo, da bi prelomila urok, kar bi bilo zanj pomembno, saj se počasi spreminja nazaj v leseno lutko. August se je pričel spreminjati, ko se je Emma vrnila v Storybrook. Spreminja se zato ker je v realnem svetu velikokrat prekršil načela modre vile, ki mu je zagotovila človeško življenje. Med drugim ga je tudi strah vzpostaviti kontakt z očetom, saj verjame, da ga je razočaral. Končno spet prične pomagati svojemu očetu v njegovi delavnici, ampak se kljub temu spremeni v leseno lutko.

### Kapica / Ruby
Kapica živi pri svoji babici in je zaljubljena v lovca Peterja, česar njena babica ne odobrava. Čuti se zatirano in ujeto, babica jo vedno znova opominja, da naj nosi svoje rdeče ogrinjalo. Spoprijatelji se s Sneguljčico, katero je nekega dne zalotila pri kraji jajc v kokošnjaku. Prebivalci vasi, v kateri  živeta Kapica in babica, ogroža zlobni volk. Kapica in Sneguljčica se ga odpravita iskat in izvesta, da se ta spremeni v človeka in da je bil pri Kapičini hiši. Zato napačno sklepata, da je Peter volk. Kapica ga z verigami priklene na drevo, Sneguljčica pa med tem čaka v njeni sobi. Babica je čisto iz sebe, ko najde Sneguljčico. Izkaže se, da ni volk Peter, ampak kapica sama. Njena babica je pred tem imela sama to sposobnost, saj jo je nekoč napadel volk; to sposobnost je nato prenesla na kapico. V nadaljevanju se izkaže, da rdeče ogrinjalo prepreči urok, zaradi česar bi ga Red morala vedno nositi. Sneguljčica in babica prideta na žalost prepozno, da bi rešile Petra, saj ga je volk že ubil. Kasneje kapica večkrat uporabi to sposobnost, da pomaga princu in Sneguljčici.
Rubi je uporniška mlada ženska, ki je veliko časa delala v kavarni svoje babice. Rada se spogleduje in je prijateljica z Mary Margaret in Aschley Boyd, pozneje tudi z Emmo. Zaradi prepira z babico da odpoved v kavarni in nato začne z delom v Emmini pisarni. Ko pri reki najde škatlo s človeškim srcem, da odpoved tudi tam. Spravi se z babico in spet prične delati v kavarni.

### Bella
Bella je hčerka grofa Mauricea in je zaročena z Gastonjem. V deželi njenega očeta vlada vojna, zaradi česar je njen oče prisiljen, da sklene kupčijo s Špicparkeljcom, zaradi česar Bella odide z njim. Bella in Špicparkeljc se zaljubita. Toda s časom ima Bella občutek, da je njegova čarobna moč plod uroka. Ko jo Špicparkeljc pošlje v vas po seno, sreča Bella zlobno kraljico, ki ji pove, da se lahko vsak urok prelomi s poljubom prave ljubezni. Dejansko ima poljub pri Špricparkeljcu učinek, vendar noče izgubiti svoje čarobne moči in v jezi nažene Bello proč. Kasneje se zlobna kraljica Špicparkeljcu zlaže, da se je Bella ubila.
V Storybrooku je Bella zaprta v psihiatrični ustanovi. Kasneje jo reši Jefferson, ki je nor klobučar, in jo pošlje h gospodu Goldu. Ko prispe h gospodu Goldu, je urok prelomljen in s tem se Bella spomni svoje ljubezni do njega.

## Igralci
- Ginnifer Goodwin (2012)
- Jennifer Morrison (2012)
- Lana Parrilla (2012)
- Josh Dallas (2012)
- Robert Carlyle (2011)
- Raphael Sbarge (2012)
- Jamie Dornan (2011)
- Eion Bailey (2001)
- Meghan Ory (2012)
- Emilie de Ravin (2012)

### Glavni igralci
| Vloga                                  |  | Igralec/Igralka       | Glavna vloga | Stranska vloga |
| -------------------------------------- |  | --------------------- | ------------ | -------------- |
| Sneguljčica - Mary Margaret Blanchard  |  | Ginnifer Goodwin      | 1 2 3 4 5 6  |                |
| Emma Swan                              |  | Jennifer Morrison     | 1 2 3 4 5 6  |                |
| Zlobna kraljica - Regina Mills         |  | Lana Parrilla         | 1 2 3 4 5 6  |                |
| Princ James "Očarljivi" - David Nolan  |  | Josh Dallas           | 1 2 3 4 5 6  |                |
| Henry Mills                            |  | Jared S. Gilmore      | 1 2 3 4 5 6  |                |
| Špicparkeljc - gospod Gold             |  | Robert Carlyle        | 1 2 3 4 5 6  |                |
| Bella                                  |  | Emilie de Ravin       | 2 3 4 5 6    | 1              |
| Kapitan Kljuka                         |  | Colin O Donoughe      | 2 3 4 5 6    |                |
| Zlobna čarovnica z zahoda - Zelena     |  | Rebecca Mader         | 5 6          | 3 4            |
| Kapica - Ruby                          |  | Meghan Ory            | 1 2          | 3 5            |
| Robin Hood                             |  | Sean Maguire          | 5            | 2 3 4 6        |
| Baelfire - Neal Cassidy                |  | Michael Raymond James | 3            | 2 5            |
| Ostržek - August Wayne Booth           |  | Eion Bailey           | 1            | 2 4 6          |
| Čriček - Dr. Archibald „Archie“ Hopper |  | Raphael Sbarge        | 1            | 2 3 4 6        |
| Lovec - Šerif Graham                   |  | Jamie Dornan          | 1            | 2              |
| Srčev Fant - Will Scarlet              |  | Michael Socha         | 4            |                |

### Stranski igralci in gosti
K pomembnim stranskim vlogam, ki se pojavijo več kot enkrat, spadajo:
| - Beverley Elliott kot Babica Lucas - Lee Arenberg kot Godrnjavček/Leroy - Keegan Connor Tracy kot Modra vila/Mati prednica - Tony Amendola kot Pepe/Marco - Kristin Bauer van Straten kot Zlohotnica - Giancarlo Esposito kot čarobno ogledalo/duh iz Agraba/Sydney Glass - Anastasia Griffith kot princesa Abigail/Kathryn Nolan - David Anders kot Dr. Victor Frankenstein/Dr. Whale - Jessy Schram kot Pepelka/Ashley Boyd - Tim Phillipps kot princ Thomas/Sean Herman - Alan Dale kot kralj George/Albert Spencer - Sebastian Stan kot Nori klobučar/Jefferson - Barbara Hershey kot srčna kraljica/Cora Mills - Sarah Bolger kot Princesa Aurora - Julian Morris kot Princ Filip - Jamie Chung kot Mulan - Robbie Kay kot Peter Pan - Rose Mclver kot Zvončica - Georgina Haig kot Elza - Elizabeth Lail kot Ana - Scott Michael Foster kot Krištof - Elizabeth Mitchell kot Snežna kraljica - Victoria Smurfit kot Cruella De Vil - Merrin Dungey kot Ursula - Morska čarovnica - Chris Gauthier kot William Smee - Ethan Embry kot Owen Flynn - Greg Mendell - Sonequa Martin Green kot Tamara - Parker Croft kot Felix - Christie Laing kot Marian - Timothy Webber kot Vajenec - Elliot Knight kot Merlin - Liam Garrigan kot Kralj Artur - Joanna Metrass kot Guinevere - Siniqua Walls kot Ser Lancelot - Amy Manson kot Merida - Greg Germann kot Had - Emma Caulfield kot Slepa čarovnica - Olivia Steele Falconer kot Violeta - Teri Reeves kot Dorothy Gale - Cristopher Gorham kot Čarovnik iz Oza - Sunny Mabrey kot Glinda - Dobra čarovnica z juga - Joanna Garcia Swisher kot Ariela - Gil McKinney kot Princ Erik - Charles Messure kot Črnobradec - Robin Weigert kot Bo Peep |

## Predvajanje
Potem ko je bila serija Once Upon a Time predvidena že maja 2011, je ABC sporočil, da se bo predvajanje začelo šele jeseni. Končno se je serija začela 23. oktobra 2011 in prva epizoda je dosegla skoraj 13 milijonov gledalcev. To ni samo najboljši začetek za dramske serije v sezoni, ampak je od takrat, ko se je pričela serija Bratje in sestre (Brothers & Sisters), to tudi najboljši začetek za dramske serije v zadnjih petih letih, ki se vrtijo v nedeljo na ABCju. Predvajanje prve sezone se je končalo 13. maja 2012. Čeprav je v času predvajanja stopnja gledanosti padla, je ABC maja 2012 sporočil, da bodo producirali  drugo sezono. Druga sezona se predvaja od 30. septembra 2012 dalje. 
Posnete so bile sezone 1,2,3,4,5 in 6 ,zadnja je še v teku. 

## Priznanja in nominacije
Once Upon a Time in njeni igralci so bili nominirani že za različna priznanja v Združenih državah Amerike, kot na primer za People's Choice Award in za Saturn Award v letu 2012. Spodnji seznam vsebuje najpomembnejše nominacije serije:
Satelite Awards
| - 2011: nominacija v kategoriji Best Television Series, Genre za Once Upon a Time |

People's Choice Awards
| - 2012: nominacija v kategoriji Favorite New TV Drama za Once Upon a Time |

Saturn Awards
| - 2012: nominacija v kategoriji Best Network Television Series za Once Upon a Time - 2012: nominacija v kategoriji Best Supporting Actress on Television za Lano Parrilla |

Teen Choice Awards
| - 2012: nominacija v kategoriji Choice TV Show: Fantasy/Sci-Fi za Once Upon a Time - 2012: nominacija v kategoriji Choice TV Actress: Fantasy/Sci-Fi za Ginnifer Goodwin - 2012: nominacija v kategoriji Choice TV Villain za Lano Parrilla - 2012: nominacija v kategoriji Choice TV Breakout Star: Male za Joshua Dallasa |